# لسنوی (شهرستان گیاگینسکی، آدیغیه)
لسنوی (به لاتین: Lesnoy) یک منطقهٔ مسکونی در روسیه است که در آدیغیه واقع شده‌است.